# Weißenberg (Uttenreuth)
Weißenberg (fränkisch: Waesnbärch) ist ein Gemeindeteil der Gemeinde Uttenreuth im Landkreis Erlangen-Höchstadt (Mittelfranken, Bayern). Weißenberg liegt in der Gemarkung Uttenreuth.

## Lage
Die Einöde besteht aus einem Wohn-, einem Nebengebäude und einer Gärtnerei. Sie ist von über 20 Schreberhäuschen mit Schrebergärten umgeben. Im Nordosten grenzt das Waldgebiet Grünholz an. Im Westen und Süden grenzen Acker- und Grünflächen an. Ein Anliegerweg führt 400 Meter weiter westlich zur Kreisstraße ERH 7 zwischen Marloffstein (1 km nordwestlich) und Uttenreuth (1 km südöstlich).

## Geschichte
1601 wurde der Flurname Weißenberg erstmals urkundlich erwähnt. Neben den Feldern gab es zu dieser Zeit einen Wein- und Obstgarten. Ursprünglich stand dort ein Wachhäuslein, das die Witwe Margareta Schmidmeyer wieder aufbauen wollte, was aber wahrscheinlich nie geschah. 1712 gab es dort ein Gütlein, das Franz Maximilian Geigennetter an Georg Steinmann verkaufte und um ein geringes Häuslein mit Stall und Städelein erweiterte. Der Ort lag im Fraischbezirk des brandenburg-bayreuthischen Oberamt Baiersdorf. Der Grundherr über dieses Anwesen war das Kastenamt Baiersdorf.
Von 1797 bis 1810 unterstand der Ort dem Justiz- und Kammeramt Erlangen. Im Rahmen des Gemeindeedikts (frühes 19. Jahrhundert) wurde Weißenberg dem Steuerdistrikt und der Ruralgemeinde Uttenreuth zugeordnet.
Im 19. Jahrhundert lagen die Felder brach. 1893 wurde Weißenberg von Heinrich und Kunigunda Koch erworben und als Gartenbaubetrieb genutzt.

## Einwohnerentwicklung
| Jahr      | 001818 | 001840 | 001861 | 001871 | 001885 | 001900 | 001925 | 001950 | 001961 | 001970 | 001987 |
| Einwohner | 7      | 6      | 4      | 7      | 9      | 12     | 5      | 7      | 5      | 5      | 8      |
| Häuser    | 1      | 1      |        |        | 1      | 1      | 1      | 1      | 1      |        | 2      |
| Quelle    | [ 7 ]  | [ 10 ] | [ 11 ] | [ 12 ] | [ 13 ] | [ 14 ] | [ 15 ] | [ 16 ] | [ 17 ] | [ 18 ] | [ 1 ]  |

## Religion
Die Katholiken sind nach Unsere Liebe Frau (Dormitz) gepfarrt, die Lutheraner nach St. Matthäus (Uttenreuth).